# آدا روگفتسیوا
آدا روگفتسیوا (انگلیسی: Ada Rogovtseva؛ زادهٔ ۱۶ ژوئیهٔ ۱۹۳۷) بازیگر اهل اتحاد جماهیر شوروی سوسیالیستی است.
از فیلم‌های او می‌توان به پاول کارچگین و تاراس بولبا اشاره کرد.
وی همچنین برندهٔ جوایزی همچون جایزه هنرمند مردمی اتحاد جماهیر شوروی، نشان دوستی، و نشان پرچم سرخ کار شده‌است.